# Капитолий штата Джорджия
Капито́лий шта́та Джо́рджия (англ. Georgia State Capitol) находится в городе Атланта (Atlanta) — столице штата Джорджия (State of Georgia). В нём проводит свои заседания легислатура («генеральная ассамблея») штата Джорджия (Georgia General Assembly), состоящая из Палаты представителей и Сената штата Джорджия.

## История
5 декабря 1877 года в Джорджии состоялось голосование о том, где должна находиться столица штата, и победу одержала Атланта. В 1879 году законодатели Джорджии согласились с предложением Атланты выделить для капитолия землю на месте, где находилась городская ратуша.
В сентябре 1883 года законодатели Джорджии, наконец, выделили 1 миллион долларов на строительство нового капитолия. Они постановили, что стоимость нового капитолия не должна превышать 1 миллион долларов, что здание капитолия должно быть сооружено из гранита и мрамора (предпочтительно добываемого в самой Джорджии), и что это здание должно быть построено к 1 января 1889 года.
Для руководства проектом был назначен специальный совет (англ. Board of commissions). Этот совет организовал национальный конкурс проектов нового здания капитолия. По результатам этого конкурса был выбран проект чикагской архитектурной фирмы Edbrooke and Burnham (архитекторы Уиллоуби Джеймс Эдбрук и Франклин Пирс Бернем). Для строительства капитолия была выбрана фирма Miles and Horn из Толидо (штат Огайо), которая предложила осуществить строительство за 862 756,75 долларов.
Строительство нового капитолия началось 13 ноября 1884 года — правда, краеугольный камень был заложен с некоторым опозданием, 2 сентября 1885 года. В строительстве было задействовано около 250 человек. Оно продолжалось около четырёх с половиной лет и было завершено 20 марта 1889 года. Официальное открытие капитолия состоялось 4 июля 1889 года.
В 1971 году Капитолий штата Джорджия был включён в Национальный реестр исторических мест США (под номером 71001099), а 7 ноября 1973 года ему был присвоен статус национального исторического памятника США.

## Архитектура
Капитолий штата Джорджия выполнен в неоклассическом стиле архитектуры Возрождения. В качестве основного материала для строительства фирма Miles and Horn предложила использовать известняк из Индианы  — это предложение было одобрено советом. Тем не менее, для внутренних полов и лестниц, а также для части стен капитолия использовался мрамор из Джорджии. Фундамент здания был сложен из блоков, изготовленных из гранита, также добываемого в Джорджии.
К моменту окончания строительства высота Капитолия штата Джорджия составила 272 фута (83 м), и он был самым высоким зданием в Атланте.